# Jeanne Lau
Jeanne Lau, née le 27 avril 1890 à Munster et morte dans cette commune le 1er octobre 1975, est une folkloriste alsacienne spécialiste des costumes et des traditions populaires de la vallée de Munster. membre fondatrice de la Société d’histoire du Val et de la Ville de Munster, elle a également joué un rôle important dans le développement des groupes folkloriques en Alsace.

## Biographie
Jeanne Lau naît le 27 avril 1890 à Munster, fille de  Jean Lau et d’Émilie Helly. Institutrice à Munster après la Première Guerre mondiale, elle introduit à l’école de la commune la pratique de la déclamation de poèmes en alsacien et de danse costumée. En parallèle elle publie dans le journal local Les Échos de la Vallée de Munster des chroniques sur l’histoire et les légendes de la vallée.
Jeanne Lau fait partie en 1926 avec Jean Matter, André Wetzel, Hans Matter et Auguste Scherle des membres fondateurs de la Société d’histoire du Val et de la Ville de Munster, pour laquelle elle organise en 1936 une grande exposition sur l’histoire de la commune. L’année suivante elle créé un groupe folklorique pour jeune fille, qui devient après la guerre le groupe Les Marcaires de la vallée de Munster et se produit dans les décennies suivantes dans de nombreuses villes de France. Elle participe également en 1937 à la fondation de la Fédération des sociétés d’histoire et d’archéologie d’Alsace et est nommée dans les années 1960-1970 vice-présidente de la Fédération des groupes folkloriques d’Alsace,.
Jeanne Lau meurt le 1er octobre 1975 à Munster.

## Œuvres
Outre ses chroniques dans la presse locale, Jeanne Lau a également rédigé de nombreux articles dans des revues d’histoire locale ou folklorique. Elle est également connu pour les nombreuses éditions de légendes et de chants populaires qu’elle a réalisé, par exemple la compilation Alti Liader un Sprich üs’m Munstertal un anderi Gejende vom Elsass,.

## Distinctions et hommages
- Chevalier de l'ordre des Palmes académiques[3] ;
- médaille d’or et de bronze de la Renaissance française[3] ;
- Une rue de Munster est nommée en son honneur depuis 2021[5].